# 戟叶悬钩子
戟叶悬钩子（学名：Rubus hastifolius）是蔷薇科悬钩子属的植物。分布于泰国、越南以及中国大陆的江西、贵州、湖南、云南、广东等地，生长于海拔600米至1,500米的地区，多生长在山坡阴湿处、沟谷土质较疏松肥沃的黄壤疏林内及溪涧两旁的灌丛，目前尚未由人工引种栽培。